# São Bento (Angra do Heroísmo)
São Bento es una freguesia portuguesa perteneciente al municipio de Angra do Heroísmo, situado en la Isla Terceira, Región Autónoma de Azores. Posee un área de 8,66 km² y una población total de 1 968 habitantes (2001). La densidad poblacional asciende a 227,3 hab/km². Se encuentra a una latitud de 38° N y una longitud 27º O. La freguesia se encuentra a 63 m s. n. m.
- Datos: Q1998158
- Multimedia: São Bento (Angra do Heroísmo) / Q1998158

1. ↑  Worldpostalcodes.org,código postal n.º 9700-213.